# Chambre des communes irlandaise

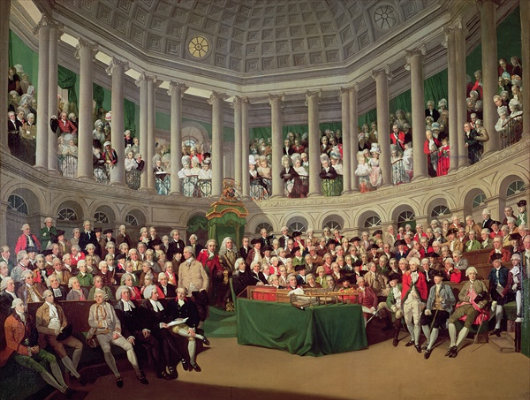
La Chambre des communes irlandaise en 1780 par Francis Wheatley

La Chambre des communes irlandaise était la chambre basse du Parlement d'Irlande, qui exista depuis le Moyen Âge jusqu'en 1800. La chambre haute était la Chambre des lords irlandaise. L'élection à la Chambre des communes se faisait au suffrage direct extrêmement restreint. La caractéristique la plus marquante était l'interdiction pour les catholiques de siéger au Parlement irlandais, même s'ils représentaient une vaste majorité de la population. De 1716 environ à 1793, ils furent aussi interdits de vote.
Le corps exécutif irlandais, nommé par les Britanniques, et placé sous les ordres du Lord lieutenant d'Irlande, n'était pas responsable devant la Chambre des communes irlandaise, mais devant le gouvernement britannique. Pourtant le « Chief Secretary for Ireland » était habituellement un membre du Parlement irlandais. Aux communes, les débats étaient présidés par le Speaker, qui, en l'absence d'un gouvernement choisi par la Chambre et responsable devant elle, était la figure dominante du Parlement. La Chambre des communes fut supprimée, lorsque le Parlement irlandais fusionna avec celui de Grande-Bretagne en 1801, conformément à l'Acte d'Union de 1800.

## Membres célèbres
- Henry Grattan — devint ensuite membre irlandais de la Chambre des communes britannique.
- Boyle Roche — « père » du « non-sens irlandais » (Irish bull[1]). Il déclara par exemple un jour : « Pourquoi devrions nous faire des efforts pour la postérité ? Pour ce que la postérité a fait pour nous. »
- Arthur Wellesley de Wellington — élevé plus tard duc de Wellington. Il battit Napoléon à la bataille de Waterloo, et exerça la fonction de Premier ministre du Royaume-Uni. À la chambre des communes irlandaise, il représenta son borough familial de Trim de 1790 à 1796.
- William Conolly — ancien Président de la Chambre, Conolly demeure aujourd'hui l'un des plus célèbres personnages issus du Parlement irlandais. Il est connu non seulement pour le rôle qu'il y joua, mais aussi pour sa colossale fortune, qui lui permit de construire, à Celbridge, Castletown House, une des plus grandes demeures de style georgien.
- Nathaniel Clements, 1705-1777, membre du gouvernement et ministre. Investi par le gouvernement d'importantes responsabilités financières, il devint de facto le ministre des finances de 1720 à 1777. Grand propriétaire foncier et important promoteur immobilier, il eut une influence majeure sur l'architecture géorgienne de Dublin et sur la maison de campagne palladienne irlandaise.
- John Philpot Curran — orateur plein d'esprit, il est l'auteur de la phrase : « une vigilance permanente est le prix de la liberté ».

## Présidents (1689-1800)
- 1689-1692: Richard Nagle
- 1692-1695: Richard Levinge (1er baronnet)
- 1695-1703: Robert Rochfort
- 1703-1710: Alan Brodrick (1er vicomte Midleton)
- 1710-1713: John Forster (juge)
- 1713-1715: Alan Brodrick (1er vicomte Midleton)
- 1715-1729: William Conolly
- 1729-1733: Ralph Gore (4e baronnet) de Magherabegg
- 1733-1756: Henry Boyle (1er comte de Shannon)
- 1756-1771: John Ponsonby (homme politique)
- 1771-1785: Edmund Pery (1er vicomte Pery)
- 1785-1800: John Foster (1er baron Oriel)

## Circonscriptions
Les élections à la Chambre irlandaise étaient identiques à celles de la Chambre des communes britannique. À l'époque de l'Union, la structure électorale de la Chambre était fixée à deux membres élus pour chacun des 32 comtés d'Irlande, deux membres pour chacun des 117 boroughs, et deux membres pour l'université de Dublin, soit un total de 300 membres. Le nombre de boroughs autorisés à présenter des membres était faible à l'origine (seulement 55 boroughs étaient représentés en 1603), mais leur nombre fut doublé par les monarques Stuart.
| Circonscription                           | Type    | Comté                | Création   | Statut électoral               | Sort après l'Union     |
| ----------------------------------------- | ------- | -------------------- | ---------- | ------------------------------ | ---------------------- |
| Circonscription du borough d'Antrim       | Borough | Comté d'Antrim       | 1666       | Potwallopers                   | Privé du droit de vote |
| Circonscription du Comté d'Antrim         | Comté   | Comté d'Antrim       |            |                                | Deux sièges            |
| Circonscription d'Ardee                   |         | Comté de Louth       | 1378       | Corporation                    | Privé du droit de vote |
| Circonscription d'Ardfert                 |         | Comté de Kerry       | 1639?      | Corporation                    | Privé du droit de vote |
| Circonscription du borough d'Armagh       | Borough | Comté d'Armagh       | 1613       | Corporation                    | Un siège               |
| Circonscription du comté d'Armagh         | Comté   | Comté d'Armagh       |            |                                | Deux sièges            |
| Circonscription d'Askeaton                |         | Comté de Limerick    | 1614       | Corporation                    | Privé du droit de vote |
| Circonscription d'Athboy                  |         | Comté de Meath       | 1613       | Manoir                         | Privé du droit de vote |
| Circonscription d'Athenry                 |         | Comté de Galway      | 1310?      | Corporation                    | Privé du droit de vote |
| Circonscription d'Athlone                 |         | Comté de Westmeath   | 1607       | Corporation                    | Un siège               |
| Circonscription d'Athy                    |         | Comté de Kildare     | 1614       | Corporation                    | Privé du droit de vote |
| Circonscription d'Augher                  |         | Comté de Tyrone      | 1614       | Corporation                    | Privé du droit de vote |
| Circonscription de Ballinakill            |         | Comté de la reine    | 1613       | Corporation                    | Privé du droit de vote |
| Circonscription de Ballyshannon           |         | Comté de Donegal     | 1613       | Corporation                    | Privé du droit de vote |
| Circonscription de Baltimore              |         | Comté de Cork        | 1614       | Potwallopers                   | Privé du droit de vote |
| Circonscription de Baltinglass            |         | Comté de Wicklow     | 1664       | Corporation                    | Privé du droit de vote |
| Circonscription de Banagher               |         | Comté du roi         | 1629       | Corporation                    | Privé du droit de vote |
| Circonscription de Bandonbridge           |         | Comté de Cork        | 1614       | Corporation                    | Un siège               |
| Circonscription de Bangor                 |         | Comté de Down        | 1613       | Corporation                    | Privé du droit de vote |
| Circonscription de Bannow                 |         | Comté de Wexford     | ?          | Corporation                    | Privé du droit de vote |
| Circonscription de Belfast                |         | Comté d'Antrim       | 1613       | Corporation                    | Un siège               |
| Circonscription de Belturbet              |         | Comté de Cavan       | 1614       | Corporation                    | Privé du droit de vote |
| Circonscription de Blessington            |         | Comté de Wicklow     | 1670       | Corporation                    | Privé du droit de vote |
| Circonscription de Boyle                  |         | Comté de Roscommon   | 1614       | Corporation                    | Privé du droit de vote |
| Circonscription de Callan                 |         | Comté de Kilkenny    | 1264       | Corporation                    | Privé du droit de vote |
| Circonscription de Carlingford            |         | Comté de Louth       | 13??       | Corporation                    | Privé du droit de vote |
| Circonscription du borough de Carlow      |         | Comté de Carlow      | 1613       | Corporation                    | Un siège               |
| Circonscription du comté de Carlow        | comté   | Comté de Carlow      |            |                                | Deux sièges            |
| Circonscription de Carrick                |         | Comté de Leitrim     | 1614       | Corporation                    | Privé du droit de vote |
| Circonscription de Carrickfergus          |         | Comté d'Antrim       | 1326       | Propriétaires                  | Un siège               |
| Circonscription de Carysfort              |         | Comté de Wicklow     | 1629       | Corporation                    | Privé du droit de vote |
| Circonscription de Cashel                 |         | Comté de Tipperary   | ?          | Corporation                    | Un siège               |
| Circonscription de Castlebar              |         | Comté de Mayo        | 1614       | Corporation                    | Privé du droit de vote |
| Circonscription de Castlemartyr           |         | Comté de Cork        | 1676       | Corporation                    | Privé du droit de vote |
| Circonscription du borough de Cavan       | borough | Comté de Cavan       | 1611       | Corporation                    | Privé du droit de vote |
| Circonscription du comté de Cavan         | comté   | Comté de Cavan       |            |                                | Deux sièges            |
| Circonscription de Charlemont (en)        |         | Comté d'Armagh       | 1613       | Corporation                    | Privé du droit de vote |
| Circonscription de Charleville            |         | Comté de Cork        | 1673       | Corporation                    | Privé du droit de vote |
| Circonscription du comté de Clare         | comté   | Comté de Clare       |            |                                | Deux sièges            |
| Circonscription de Clogher                |         | Comté de Tyrone      | 1264       | Ecclésiastique                 | Privé du droit de vote |
| Circonscription de Clonakilty             |         | Comté de Cork        | 1613       | Corporation                    | Privé du droit de vote |
| Circonscription de Clonmel                |         | Comté de Tipperary   | ?          | Corporation                    | Un siège               |
| Circonscription de Clonmines              |         | Comté de Wexford     | ?          | Corporation                    | Privé du droit de vote |
| Circonscription de Coleraine              |         | Comté de Londonderry | 16??       | Corporation                    | Un siège               |
| Circonscription de Cork                   |         | Comté de Cork        | 1264       | Propriétaires et hommes libres | Deux sièges            |
| Circonscription du comté de Cork          | comté   | Comté de Cork        |            |                                | Deux sièges            |
| Circonscription de Dingle                 |         | Comté de Kerry       | 1607       | Corporation                    | Privé du droit de vote |
| Circonscription du comté de Donegal       |         | Comté de Donegal     |            |                                | Deux sièges            |
| Circonscription du borough de Donegal     | borough | Comté de Donegal     | 1613       | Corporation                    | Privé du droit de vote |
| Circonscription de Doneraile              |         | Comté de Cork        | 1640       | Manoir                         | Privé du droit de vote |
| Circonscription du comté de Down          | comté   | Comté de Down        |            |                                | Deux sièges            |
| Circonscription de Downpatrick            |         | Comté de Down        | 1586       | Potwallopers                   | Un siège               |
| Circonscription de Drogheda               |         | Comté de Louth       | 1264       | Propriétaires et hommes libres | Un siège               |
| Circonscription de Dublin                 |         | Comté de Dublin      | 1264       | Propriétaires et hommes libres | Deux sièges            |
| Circonscription du comté de Dublin        | comté   | Comté de Dublin      |            |                                | Deux sièges            |
| Circonscription de l'université de Dublin |         |                      |            |                                | Un siège               |
| Circonscription de Duleek                 |         | Comté de Meath       | 1727       | Corporation                    | Privé du droit de vote |
| Circonscription de Dundalk                |         | Comté de Louth       | 1264       | Corporation                    | Un siège               |
| Circonscription de Dungannon              |         | Comté de Tyrone      | 1613       | Corporation                    | Un siège               |
| Circonscription de Dungarvan              |         | Comté de Waterford   | 1610       | Potwallopers                   | Un siège               |
| Circonscription de Dunleer                |         | Comté de Louth       | 1679       | Corporation                    | Privé du droit de vote |
| Circonscription d'Ennis                   |         | Comté de Clare       | 1613       | Corporation                    | Un siège               |
| Circonscription d'Enniscorthy             |         | Comté de Wexford     | 1613       | Corporation                    | Privé du droit de vote |
| Circonscription d'Enniskillen             |         | Comté de Fermanagh   | 1613       | Corporation                    | Un siège               |
| Circonscription du comté de Fermanagh     | comté   | Comté de Fermanagh   |            |                                | Deux sièges            |
| Circonscription de Fethard                |         | Comté de Tipperary   | 1608       | Corporation                    | Privé du droit de vote |
| Circonscription de Fethard                |         | Comté de Wexford     | 1613       | Corporation                    | Privé du droit de vote |
| Circonscription de Fore                   |         | Comté de Westmeath   | ?          | Corporation                    | Privé du droit de vote |
| Circonscription du borough de Galway      | borough | Comté de Galway      | 1264       | Hommes libres                  | Un siège               |
| Circonscription du comté de Galway        | comté   | Comté de Galway      |            |                                | Deux sièges            |
| Circonscription de Gorey (ou Newburgh)    |         | Comté de Wexford     | 1620       | Corporation                    | Privé du droit de vote |
| Circonscription de Gowran                 | borough | Comté de Kilkenny    | 1609       | Corporation                    | Privé du droit de vote |
| Circonscription de Granard                |         | comté de Longford    | 1679       | Manoir                         | Privé du droit de vote |
| Circonscription de Harristown             |         | Comté de Kildare     | 1684       | Corporation                    | Privé du droit de vote |
| Circonscription de Hillsborough           |         | Comté de Down        | 1662       | Corporation                    | Privé du droit de vote |
| Circonscription d'Inistioge               |         | Comté de Kilkenny    | ?          | Corporation                    | Privé du droit de vote |
| Circonscription de Jamestown              |         | Comté de Leitrim     | 1622       | Corporation                    | Privé du droit de vote |
| Circonscription de Kells                  |         | Comté de Meath       | 1561       | Corporation                    | Privé du droit de vote |
| Circonscription de Kerry                  | comté   | Comté de Kerry       |            |                                | Deux sièges            |
| Circonscription de Kilbeggan              |         | Comté de Westmeath   | 1613       | Corporation                    | Privé du droit de vote |
| Circonscription du borough de Kildare     | borough | Comté de Kildare     | 15??       | Corporation                    | Privé du droit de vote |
| Circonscription du comté de Kildare       | comté   | Comté de Kildare     |            |                                | Deux sièges            |
| Circonscription de Kilkenny               |         | Comté de Kilkenny    | 1264?      | Propriétaires et hommes libres | Un siège               |
| Circonscription du comté de Kilkenny      | comté   | Comté de Kilkenny    |            |                                | Deux sièges            |
| Circonscription de Killybegs              |         | Comté de Donegal     | 1616       | Corporation                    | Privé du droit de vote |
| Circonscription de Killyleagh             |         | Comté de Down        | 1613       | Corporation                    | Privé du droit de vote |
| Circonscription de Kilmallock             |         | Comté de Limerick    | 15??       | Corporation                    | Privé du droit de vote |
| Circonscription du comté du roi           | comté   | comté du roi         |            |                                | Deux sièges            |
| Circonscription de Kinsale                |         | Comté de Cork        | 1334?      | Corporation et hommes libres   | Un siège               |
| Circonscription de Knocktopher            |         | Comté de Kilkenny    | 1690?      | Potwallopers                   | Privé du droit de vote |
| Circonscription de Lanesborough           |         | comté de Longford    | 1642       | Corporation                    | Privé du droit de vote |
| Circonscription du comté de Leitrim       | comté   | Comté de Leitrim     |            |                                | Deux sièges            |
| Circonscription de Lifford                |         | Comté de Donegal     | 1613       | Corporation                    | Privé du droit de vote |
| Circonscription de Limerick               |         | Comté de Limerick    | 1264       | Propriétaires et hommes libres | Un siège               |
| Circonscription du comté de Limerick      | comté   | Comté de Limerick    |            |                                | Deux sièges            |
| Circonscription de Lisburn                |         | Comté d'Antrim       | 1661       | Potwallopers                   | Un siège               |
| Circonscription de Lismore                |         | Comté de Waterford   | 1614       | Manoir                         | Privé du droit de vote |
| Circonscription de Londonderry            |         | Comté de Londonderry | 16??       | Corporation                    | Un siège               |
| Circonscription du comté de Londonderry   | comté   | Comté de Londonderry |            |                                | Deux sièges            |
| Circonscription du borough de Longford    | borough | comté de Longford    | 1669       | Corporation                    | Privé du droit de vote |
| Circonscription du comté de Longford      | comté   | comté de Longford    |            |                                | Deux sièges            |
| Circonscription du comté de Louth         | comté   | Comté de Louth       |            |                                | Deux sièges            |
| Circonscription de Mallow                 |         | Comté de Cork        | 1613       | Manoir                         | Un siège               |
| Circonscription de Maryborough            |         | Queen's County       | 1571       | Corporation                    | Privé du droit de vote |
| Circonscription du comté de Mayo          | comté   | Comté de Mayo        |            |                                | Deux sièges            |
| Circonscription du comté de Meath         | comté   | Comté de Meath       |            |                                | Deux sièges            |
| Circonscription de Midleton               |         | Comté de Cork        | 1671       | Corporation                    | Privé du droit de vote |
| Circonscription du borough de Monaghan    | borough | Comté de Monaghan    | 1613       | Corporation                    | Privé du droit de vote |
| Circonscription du comté de Monaghan      | comté   | Comté de Monaghan    |            |                                | Deux sièges            |
| Circonscription de Mullingar              |         | Comté de Westmeath   | 1583       | Manoir                         | Privé du droit de vote |
| Circonscription de Naas                   |         | Comté de Kildare     | 1570       | Corporation                    | Privé du droit de vote |
| Circonscription de Navan                  |         | Comté de Meath       | 1469       | Corporation                    | Privé du droit de vote |
| Circonscription de New Ross               |         | Comté de Wexford     | ?          | Corporation                    | Un siège               |
| Circonscription de Newcastle              |         | Comté de Dublin      | c. 1613    | Corporation                    | Privé du droit de vote |
| Circonscription de Newry                  |         | Comté de Down        | 1612       | Potwallopers                   | Un siège               |
| Circonscription de Newtown Limavady       |         | Comté de Londonderry | 16??       | Corporation                    | Privé du droit de vote |
| Circonscription de Newtownards            |         | Comté de Down        | 1614       | Corporation                    | Privé du droit de vote |
| Circonscription d'Old Leighlin            | borough | Comté de Carlow      | ?          | Corporation ecclésiastique     | Privé du droit de vote |
| Circonscription de Philipstown            |         | King's County        | 1571       | Corporation                    | Privé du droit de vote |
| Circonscription de Philipstown            |         | Comté de Louth       |            |                                | Privé du droit de vote |
| Circonscription de Portarlington          | borough | Queen's County       | 1668       | Corporation                    | Un siège               |
| Circonscription du Comté de la reine      | comté   | Comté de la reine    |            |                                | Deux sièges            |
| Circonscription de Randalstown            |         | Comté d'Antrim       | 1683       | Hommes libres / Potwallopers   | Privé du droit de vote |
| Circonscription de Rathcormack            |         | Comté de Cork        | c. 1611    | Potwallopers / Manoir          | Privé du droit de vote |
| Circonscription de Ratoath                |         | Comté de Meath       | ?          | Manoir                         | Privé du droit de vote |
| Circonscription du borough de Roscommon   |         | Comté de Roscommon   | ?          | Corporation                    | Privé du droit de vote |
| Circonscription du Comté de Roscommon     | comté   | Comté de Roscommon   |            |                                | Deux sièges            |
| Circonscription de St Canice/Irishtown    |         | Comté de Kilkenny    | 1264?      | Corporation                    | Privé du droit de vote |
| Circonscription de St Johnstown           |         | Comté de Donegal     | 1618       | Corporation                    | Privé du droit de vote |
| Circonscription de St Johnstown           |         | comté de Longford    | 1628       | Corporation                    | Privé du droit de vote |
| Circonscription du borough de Sligo       |         | Comté de Sligo       | 1614       | Corporation                    | Un siège               |
| Circonscription du Comté de Sligo         | comté   | Comté de Sligo       |            |                                | Deux sièges            |
| Circonscription de Strabane               |         | Comté de Tyrone      | 1613       | Corporation                    | Privé du droit de vote |
| Circonscription de Swords                 |         | Comté de Dublin      | ?          | Potwallopper                   | Privé du droit de vote |
| Circonscription de Taghmon                |         | Comté de Wexford     | avant 1642 | Corporation                    | Privé du droit de vote |
| Circonscription de Tallow                 |         | Comté de Waterford   | ?          | Manoir / Potwallopers          | Privé du droit de vote |
| Circonscription de Thomastown             |         | Comté de Kilkenny    | 1541       | Corporation                    | Privé du droit de vote |
| Circonscription du Comté de Tipperary     | comté   | Comté de Tipperary   |            |                                | Deux sièges            |
| Circonscription de Tralee                 | borough | Comté de Kerry       | 1613       | Corporation                    | Un siège               |
| Circonscription de Trim                   |         | Comté de Meath       | 1572       | Corporation                    | Privé du droit de vote |
| Circonscription de Tuam                   |         | Comté de Galway      | 1614       | Corporation                    | Privé du droit de vote |
| Circonscription de Tulsk                  |         | Comté de Roscommon   | 1663       | Corporation                    | Privé du droit de vote |
| Circonscription du Comté de Tyrone        | comté   | Comté de Tyrone      |            |                                | Deux sièges            |
| Circonscription de Waterford              |         | Comté de Waterford   | 1264       | Propriétaires et hommes libres | Un siège               |
| Circonscription du comté de Waterford     | comté   | Comté de Waterford   |            |                                | Deux sièges            |
| Circonscription du comté de Westmeath     | comté   | Comté de Westmeath   |            |                                | Deux sièges            |
| Circonscription du borough de Wexford     |         | Comté de Wexford     | ?          | Hommes libres                  | Un siège               |
| Circonscription du comté de Wexford       | comté   | Comté de Wexford     |            |                                | Deux sièges            |
| Circonscription du borough de Wicklow     |         | Comté de Wicklow     | 1614       | Corporation                    | Privé du droit de vote |
| Circonscription du comté de Wicklow       | comté   | Comté de Wicklow     |            |                                | Deux sièges            |
| Circonscription de Youghal                |         | Comté de Cork        | ?          | Corporation et hommes libres   | Un siège               |

## Sessions

### Parlements deHenri VIII

#### Parlement 1541-1543
- Trim Session 1542

### Parlements d'Élisabeth Ire
| Numéro | Ouvert le       | Congédié le      | Président | Sessions |
| ------ | --------------- | ---------------- | --------- | -------- |
| 1      | 12 janvier 1559 | 1er février 1559 |           | ?        |
| 2      | 17 janvier 1568 | 25 avril 1571    |           | ?        |

Membres :
- Sir Edmond Butler
- Sir Christopher Barnwall

| Numéro | Ouvert le     | Congédié le | Président      | Sessions |
| ------ | ------------- | ----------- | -------------- | -------- |
| 3      | 26 avril 1585 | 14 mai 1586 | Nicholas Walsh | ?        |

Membres :
- Sir Richard Bingham
- Sir Warham St. Ledger

### Parlements deJacquesIer
| Numéro | Ouvert le   | Congédié le     | Président | Sessions |
| ------ | ----------- | --------------- | --------- | -------- |
| ?      | 18 mai 1613 | 24 octobre 1615 |           | ?        |

Membres :
- Sir John Davies
- Sir John Everard, (catholique, †1624)
- Sir James Gough, Waterford

### Parlements deCharlesIer
| Numéro | Ouvert le       | Congédié le   | Président | Sessions |
| ------ | --------------- | ------------- | --------- | -------- |
| 1      | 14 juillet 1634 | 18 avril 1635 |           | ?        |

Membres :
- Patrick d'Arcy
- Sir Edward Fitzharris
- Maurice Fitzgerald
- Sir Henry Lynch
- Sir Thomas Luttrell
- Richard Martyn
- Nicholas Plunkett
- Sir William Sarsfield
- Sir Nicholas White

| Numéro | Ouvert le                       | Congédié le     | Président | Sessions |
| ------ | ------------------------------- | --------------- | --------- | -------- |
| 2      | 16 mars 1639 (prorogée en 1641) | 30 janvier 1649 |           | ?        |

Membres :
- Nicholas Barnewall, catholique
- Patrick Barnewall, Trim
- John Bellew
- Sir Richard Blake, Galway
- Sir Piers Crosby
- Geoffrey Browne, catholique
- Thomas Burke, catholique, Mayo
- Oliver Cashell, comté de Louth
- William Cole, protestant, Fermanagh, †1653
- Simon Digby, 4e baron Digby, protestant
- Sir Maurice Eustace, Président, protestant
- Richard Fitzgerald, protestant, Strabane
- Sir Roebuck Lynch
- Donagh MacCarthy, catholique
- Richard Bellings, catholique
- Sir Phelim O'Neill de Kinard, catholique
- James Montgomery, protestant
- Nicholas Plunkett, catholique, Meath
- Edward Rowley, protestant
- Hardress Waller, protestant
- John Walsh, catholique

### Parlement deCharles II
| Numéro | Ouvert le  | Congédié le | Président | Sessions |
| ------ | ---------- | ----------- | --------- | -------- |
| 1      | 8 mai 1661 | 7 août 1666 |           | ?        |

Membres :
- Nicholas Plunkett, Meath
- Sir Audley Mervyn, Tyrone
- Sir Maurice Eustace, Président

### Parlements deJacques II
| Numéro | Ouvert le  | Congédié le     | Président | Sessions |
| ------ | ---------- | --------------- | --------- | -------- |
| 1      | 7 mai 1689 | 20 juillet 1689 |           | ?        |

Membres :
Parlement patriote (Patriot Parliament)

### Parlements deGuillaume IIIet deMarie II
| Numéro | Ouvert le      | Congédié le  | Président          | Sessions |
| ------ | -------------- | ------------ | ------------------ | -------- |
| 1      | 5 octobre 1692 | 26 juin 1693 | Sir Robert Levinge | 1        |

Membres :
- Richard Aldworth
- Francis Annesley (frère de Maurice)
- Maurice Annesley (frère de Francis)
- Thomas Beecher
- Henry Boyle
- Alan Brodrick
- Sir St. John Brodrick (père du précédent)
- Sir Francis Brewster, Chancelier de l'Échiquier irlandais
- Randall Brice
- Alan Broderick (frère de Thomas)
- Thomas Broderick (frère d'Alan)
- Joseph Coghlan
- Sir Richard Levinge, Président
- Stephen Ludlow
- Robert Molesworth, 1er vicomte Molesworth
- Neave
- William Ponsonby
- Brigadier Rawdon
- John Reading
- Edward Richardson
- Rochfort, Président
- Philip Savage
- Edward Singleton
- James Sloane
- Richard Warburton
- Brigadier William Wolsely
- James Hamilton

| Numéro | Ouvert le    | Congédié le  | Président       | Sessions |
| ------ | ------------ | ------------ | --------------- | -------- |
| 2      | 27 août 1695 | 14 juin 1699 | Robert Rochford | 2        |

Membres :
- Thomas Beecher
- Francis Bernard
- Charles Boyle
- Sir St. John Brodrick
- Thomas Brodrick
- Edward Richardson
- Sir Nicholas Acheson, 4e baronnet

### Parlements deAnne Ire
| Numéro | Ouvert le         | Congédié le | Président     | Sessions |
| ------ | ----------------- | ----------- | ------------- | -------- |
| 3      | 21 septembre 1703 | 6 mai 1713  | Alan Brodrick | 6        |

Membres :
- Thomas Beecher
- Francis Bernard
- Henry Boyle
- Alan Brodrick, Whig, Président
- Thomas Brodrick
- Sir Toby Butler
- Percy Freke
- Francis Langston
- Sir John Perceval
- Edward Riggs
- Henry Tenison, Tory

| Numéro | Ouvert le        | Congédié le                        | Président     | Sessions |
| ------ | ---------------- | ---------------------------------- | ------------- | -------- |
| 4      | 25 novembre 1713 | 1er août 1714 à la mort d'Anne Ire | Alan Brodrick | 1        |

Membres :
- Alan Brodrick, Whig, Président
- Richard Barry
- Michael Beecher
- Arthur Bernard
- Francis Bernard
- Sir John Perceval

### Parlement deGeorgeIer
| Numéro | Ouvert le        | Congédié le  | Président       | Sessions |
| ------ | ---------------- | ------------ | --------------- | -------- |
| 1      | 12 novembre 1715 | 11 juin 1727 | William Conolly | 6        |

Membres :
- St John Brodrick
- Henry Boyle

### Parlement deGeorge II
| Numéro | Ouvert le        | Congédié le                             | Président                                           | Sessions |
| ------ | ---------------- | --------------------------------------- | --------------------------------------------------- | -------- |
| 1      | 28 novembre 1727 | 25 novembre 1760 à la mort de George II | Sir Ralph Gore, Chancelier de l'Échiquier irlandais | 17       |

Membres : (élus en 1727)
- Sir St John Brodrick
- Henry Boyle
- Sir Richard Cox, 2e baronnet
- Sir Matthew Deane
- Charles, vicomte Dungarvan
- Anthony Malone, Westmeath (se maria avec la fille du président, Ralph Gore)
- Thomas Carter
- Luke Gardiner, Tralee
- Sir Arthur Acheson, 5e baronnet, Mullingar
- Edward Lovett Pearce

Membres : (élus en 1728/29)
Membres : (élus en 1739)
- John Ponsonby

Membres : (élus en 1747)
- Henry Gore, Tulsk
- Frederick Gore, Killybegs
- Sir Ralph Gore, Comté de Donegal
- Arthur Hyde
- John Macarell, Carlingford
- Henry Mitchell, Castlebar

Membres : (élus en 1751/1752)
- Thomas Newenham, Cork
- Sir Richard Cox, Cork
- Cosby Nesbitt, Comté de Cavan
- Frederick Gore, Killybegs
- Henry Gore, Tulsk
- Sir Ralph Gore, Comté de Donegal
- John Macarell, Carlingford
- Henry Mitchell, Castlebar

Membres : (élus en 1753/1754)
- Francis Pierpoint Burton, Killybegs
- Robert Fitzgerald, Kerry
- Henry Gore, Tulsk
- Frederick Gore, Killybegs
- Sir Ralph Gore, Comté de Donegal
- John Macarell, Carlingford
- Henry Mitchell, Castlebar
- Cosby Nesbitt, Comté de Cavan
- Mervyn Archdall
- William Brownlow, Armagh, Independent
- Francis Pierpoint Burton, Killybegs
- Charles, vicomte Dungarvan
- Robert French
- John Gore, 1er baron Annaly
- Henry Gore, Tulsk
- Frederick Gore, Killybegs
- Sir Ralph Gore, Comté de Donegal
- Anthony Malone
- John Macarell, Carlingford
- Henry Mitchell, Castlebar
- Edmund Pery, Independent
- John Ponsonby
- Abel Ram, Wexford

Membres :
- Sir Archibold Acheson
- John Bowes
- Benjamin Burton
- Sir Charles Burton, Dublin
- Francis Pierpoint Burton, Killybegs
- Nathaniel Clements
- Cunninghame
- James Dunn, Dublin
- Sir William Fownes
- John Gore, 1er baron Annaly
- Henry Gore
- Frederick Gore
- John Hely-Hutchinson, Cork
- Henry Lyons
- Anthony Malone
- Cosby Nesbitt, Comté de Cavan
- Charles O'Hara
- Edmond Pery, Independent
- Sir Thomas Prendergast
- Stone
- Philip Tisdall

### Parlements deGeorge III
| Numéro | Ouvert le       | Congédié le | Président     | Sessions |
| ------ | --------------- | ----------- | ------------- | -------- |
| 1      | 22 octobre 1761 | 28 mai 1768 | John Ponsonby | 4        |

Membres :
- William Brabazon Ponsonby
- John Foster, 1er baron Oriel
- Sir John Freke
- John Hely-Hutchinson
- John Lysaght
- Charles Lucas
- Edmund Sexton Pery
- Thomas Waite
- Andrews
- Beauchamp
- Bowes
- Henry Flood, Kilkenny
- Lucas
- Cosby Nesbitt, Comté de Cavan
- Richard Townsend
- Sir Lucius O'Brien, Comté de Clare

| Numéro | Ouvert le       | Congédié le  | Président                                                   | Sessions |
| ------ | --------------- | ------------ | ----------------------------------------------------------- | -------- |
| 2      | 17 octobre 1769 | 5 avril 1776 | John Ponsonby jusqu'au 4 mars 1771, puis Edmond Pery Sexton | 5        |

Membres :
- Robert Clements, Comté de Donegal
- John Hely-Hutchinson
- Colonel Alexander Montgomery, Comté de Donegal
- James Agar, 1er vicomte Clifden Tralee (remplacé par Sir Boyle Roche)

#### Parlement de Grattan
| Numéro | Ouvert le    | Congédié le     | Président          | Sessions |
| ------ | ------------ | --------------- | ------------------ | -------- |
| 3      | 18 juin 1776 | 25 juillet 1783 | Edmond Sexton Pery | 4        |

Membres :
- Henry Grattan
- Richard Longfield
- John Hely-Hutchinson
- Sir R.T. Meade
- Sir Edward Newenham, Independent
- Sir Boyle Roche, Gowran
- Sir John Dillon, 1er baronnet
- Benjamin Caldwell

| Numéro | Ouvert le       | Congédié le  | Président          | Sessions |
| ------ | --------------- | ------------ | ------------------ | -------- |
| 4      | 14 octobre 1783 | 8 avril 1790 | Edmond Sexton Pery | 7        |

Membres :
- Welbore Agar, Kilkenny
- Isaac Corry
- Thomas Coughlan, Carlingford
- Henry Flood
- Sir William Godfrey, Tralee
- Henry Grattan, Independent
- Robert Jephson, Granard
- Sir Richard Johnstone, Blessington
- John Hely-Hutchinson
- Sir James May, Waterford
- James Carrique Ponsonby, Tralee
- Ponsoy
- Augustine Warren
- Nathaniel Warren
- Sir Boyle Roche, Portarlington
- Benjamin Caldwell

| Numéro | Ouvert le      | Congédié le     | Président                    | Sessions |
| ------ | -------------- | --------------- | ---------------------------- | -------- |
| 5      | 2 juillet 1790 | 11 juillet 1797 | John Foster, 1er baron Oriel | 8        |

Membres :
- Denis Browne, Comté de Mayo
- Peter Burrows
- Todd Jones
- John Beresford
- Sir Boyle Roche, Tralee

| Numéro | Ouvert le      | Congédié le      | Président                    | Sessions |
| ------ | -------------- | ---------------- | ---------------------------- | -------- |
| 6      | 9 janvier 1798 | 31 décembre 1800 | John Foster, 1er baron Oriel | 3        |

Membres :
- Charles O'Hara
- Lucius O'Brien
- Edmond Sexton Pery
- Sir Boyle Roche, Old Leighlin

## Démission
Jusqu'en 1793, les membres de la Chambre des communes irlandaise, tout comme leurs homologues britanniques, ne pouvaient démissionner. Cette interdiction fut votée le 2 mars 1623, à une époque où certains membres étaient élus contre leur gré, et que la position était parfois considérée comme contraignante et peu honorifique. Les parlementaires ne pouvaient abandonner leur fonction que de quatre façons possibles :
- la mort
- l'expulsion
- l'ordination
- la nomination à la Pairie d'Irlande et ainsi siéger à la Chambre des lords irlandaise.

Pour permettre la démission, il fut créé en 1793 une méthodologie, équivalente à celle des Chiltern Hundreds de la Chambre des communes britannique. Comme tout membre du Parlement doit abandonner sa fonction s'il accepte une charge royale rétribuée, les membres irlandais peuvent maintenant être nommés à l'Escheatorship de Munster, l'Escheatorship de Leinster, l'Escheatorship de Connaught ou à l'Escheatorship d'Ulster. La possession d'une de ces charges de la Couronne, comportant chacune un salaire de 30 shillings, interrompt automatiquement l'appartenance à la Chambre des communes.

## Sources
- (en) Cet article est partiellement ou en totalité issu de l’article de Wikipédia en anglais intitulé « Irish House of Commons » (voir la liste des auteurs) (du 26 avril 2008).